# ريان كاديما
ريان كاديما (بالفرنسية: Ryan Kadima)‏ هو لاعب كرة قدم فرنسي في مركز الوسط، ولد في 15 ديسمبر 1997 في فرنسا. لعب مع نادي أجاكسيو.

## وصلات خارجية
- ريان كاديما على موقع رابطة كرة القدم الفرنسية للمحترفين (الإنجليزية)
- ريان كاديما على موقع قاعدة بيانات كرة القدم.إي يو (الإنجليزية)
- ريان كاديما على موقع Soccerway.com (الإنجليزية)